# Hartmanthus
Hartmanthus (лат.) — род суккулентных растений семейства Аизовые (Aizoaceae), произрастающий на территории Капской провинции ЮАР и Намибии.

## Название
Родовое латинское (научное) название Hartmanthus дано в честь доктора Хайдруна Хартмана (Heidrun E. K. Hartmann), немецкого ботаника, работавшего в Гамбургском университете и специализирующегося на изучении растений семейства Аизовые. Вторая часть названия, anthus, переводится с греческого как «цветок».

## Ботаническое описание
Представители рода — компактные, мелкие и средние кустарники с прямостоячими или слегка раскидистыми одревесневшими ветвями. Листья окрашены в зеленовато-серые до серебристых оттенков, характеризуются сильным сжатием вдоль и килеватой структурой на обратной стороне. Края листьев не являются острыми, и при наличии яркого солнечного света часто приобретают красноватый оттенок. Поверхность листьев шероховатая.
Цветки располагаются в длинных, приплюснутых и долгоживущих соцветиях, имеющих слабый аромат. Чашелистиков обычно пять и они неравные по размеру. Лепестки могут варьировать от почти белых до светло- или даже отчетливо розовых оттенков. Нектарник представляет собой зубчатое кольцо или состоит из пяти отдельных зубчатых железок. Плод — 6-гнездная коробочка, напоминающую по своей структуре плоды рода Delosperma. Окраска плода беловатая, а расширяющиеся кили параллельны и имеют желтоватый оттенок. Семена средних размеров, обладают грушевидной формой и ярким блеском.

## Таксономия
Hartmanthus S.A.Hammer, первое упоминание в Haseltonia 3: 79. 1995. Род входит в подсемейство Ruschioideae.

### Синонимы[4]
- Delosperma sect. Compressilateralia Lavis

### Виды
Согласно данным сайта «Список растений Мировой флоры онлайн» на июнь 2023 года, род состоит из 2 видов:
- Hartmanthus hallii (L.Bolus) S.A.Hammer
- Hartmanthus pergamentaceus (L.Bolus) S.A.Hammer typus